# Jargalant (distrikt i Mongoliet, Töv)
Jargalant (mongoliska: Жаргалант Сум, Жаргалант, Jargalant Sum) är ett distrikt i Mongoliet.   Det ligger i provinsen Töv, i den centrala delen av landet, 100 km nordväst om huvudstaden Ulaanbaatar.